# Mály Gerő
Mály Gerő, született Mály Gergely Árpád (Székelyudvarhely, 1884. augusztus 1. – New York, 1952. július eleje) örmény származású magyar színművész, komikus.

## Életpályája
A család Aradon élt, apja itt volt állomásfőnök. Iskoláit is itt végezte, egy osztályba járt és padtársak voltak Rajnai Gáborral. Apja tiltása ellenére választotta a pályát, s együtt lettek színészek Rajnaival, közösen indultak el Erdélyből Budapestre. Solymosi Elek színiiskolájában tanult, 1903-ban csatlakozott Kárpáthy György társulatához. Tíz évig volt vándorszínész, 1913-ban játszott először Budapesten a Vígszínházban és az Angolparkban. 1913-tól 1915-ig a Pesti Színház tagja volt, 1915 és 1920 között játszott az Apolló Színházban és 1918-tól 1920-ig a Fasor Kabaré tagja is volt. 1921-ben a Városi Színház, 1923-ban és 1924-ben a Belvárosi Színház és az Andrássy úti Színház tagja volt. 1924 és 1937 között a Vígszínház tagja volt, de 1927 és 1930 között a Magyar Színházban, 1929-ben illetve 1931 és 1932 között a Belvárosi Színházban, a Budapest Színházban és a Royal Színházban is játszott. 1937-től a Pesti Színházban játszott.
1913-ban szerepelt először filmen. Első hangosfilmje az 1931-ben készült Kék bálvány, utolsó filmje az 1943-ban készült Sári bíró volt. Karakterszerepeket játszott, egyetlen főszerepe sem volt filmen. Emlékezetes szerepe a Légy jó mindhalálig című filmben a pedellus, a Három csengőben az inas és a Katyi című filmben a befutott színész inasa. A második világháború alatt átélt borzalmak hatására 1946-ban elhagyta az országot és az Egyesült Államokba emigrált. Tervei azonban nem sikerültek, egy New York-i magyar étteremben dolgozott és koldusszegényen halt meg 1952 júliusában. Sírja a Ferncliff Cemetery and Mausoleumban található (Hartsdale, Westchester County, New York, USA).

## Családja
Az erdélyi örmény nemesi Máli / Mály család leszármazottja. Szülei Mály Zoltán siklói állomásfőnök és Bovánkovits Emma, nővére Kissné Mály Emma grafológus. Négyszer házasodott, 1907 januárjában Fráter Gizellát vette el, majd elváltak. 1913. október 11-én Zöldi Erzsébet (született 1885. május 23.) színésznőt, Zöldi Márton író, színész lányát vette feleségül Budapesten. 1916-ban elváltak, s 1917. február 17-én Klampfer Erzsébet Anna (született 1889. március 28.) lett a felesége, szintén Budapesten esküdtek. Házasságuk 1921-ig tartott, a válást követően 1921. április 23-án Négyesi Annával (1891. május 9. − Szentes, 1940. január 19.).kötött házasságot ismét Budapesten, akitől 1938-ban vált el.

## Színpadi szerepei
- Bródy Sándor: A tanítónő ... A kántor
- Bús-Fekete László: Születésnap ... Gyorgyevits
- Csehov: Cseresznyéskert ... Epihodov
- Hunyady Sándor: Feketeszárú cseresznye ... Pópa
- Indig Ottó: Ember a híd alatt ... A betörő
- Galsworthy: Úriemberek ... Gilman
- Korcsmáros Nándor: A ketrec ... Hufnagel Alajos
- Molnár Ferenc: Delila ... Csapos
- Móricz Zsigmond: Úri muri ... Csörgheö Csuli
- Móricz Zsigmond: Sári bíró ... Hajdók sógor
- Pagnol: Topáz ... Muche
- Sardou: Szókimondó asszonyság ... Vinaigre
- Shaw: Pygmalion ... Doolittle
- Shaw: Brassbound kapitány megtérése ... Johnson
- Vaszary János: A vörös bestia ... Lambert
- Zsolt Béla: Oktogon ... Bruck

## Filmjei

### Némafilmek
- Házasodik az uram (1913)

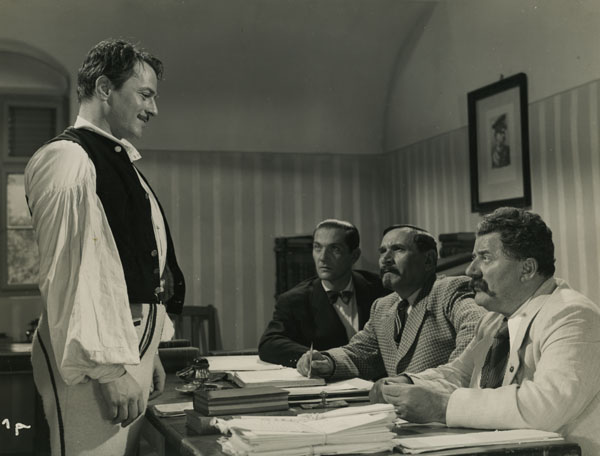
Mály Gerő (jobbra) az Uz Bence című filmben (1938)

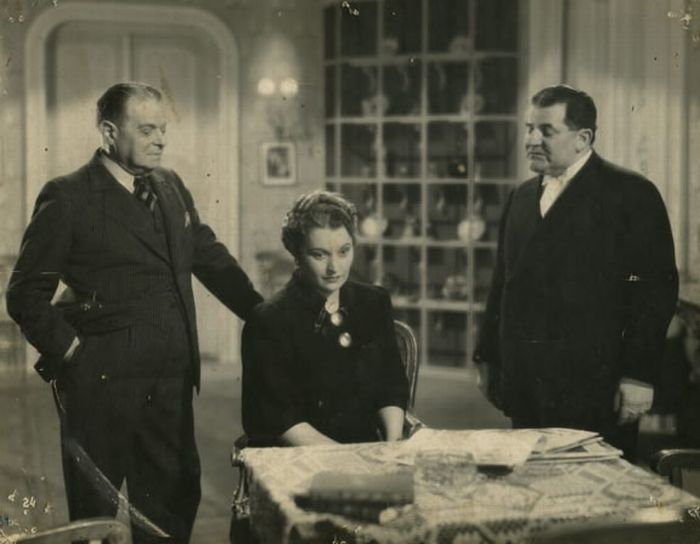
Mály Gerő (jobbra) Ladomerszky Margittal és Góth Sándorral a Cifra nyomorúság című filmben (1938)

- Krausz doktor a vérpadon (1913) ... Krausz doktor
- Jönnek az oroszok (1914)
- Az ezredes (1917)
- A mi Budapestünk (1927)
- A falu alatt folyik egy patak (1927)
- Naftalin (1928)
- Vasárnap délután (1929) német film
- Melodie de Herzens (Szívek melódiája) (1929) német film
- Kacagó asszony (1930)

### Játékfilmek
- Kék bálvány (1931)
- Csókolj meg, édes! (1932)
- Ida regénye (1934)
- Pechmarie (1934) német film
- Az új földesúr (1935)
- Halló Budapest! (1935)
- Édes mostoha (1935)
- Lovagias ügy (1935)
- Mária nővér (1936)
- Méltóságos kisasszony (1936)
- Café Moszkva (1936)
- Légy jó mindhalálig (1936)
- Egy lány elindul (1937)
- A férfi mind őrült (1937)
- Pesti mese (1937)
- Hotel Kikelet (1937)
- Szerelemből nősültem (1937)
- Családi pótlék (1937)
- Az ember néha téved (1937)
- Hetenként egyszer láthatom (1937)
- Pusztai szél (1937)
- Viki (1937)
- Torockói menyasszony (1937)
- Gyimesi vadvirág (1938)
- Rozmaring (1938)
- A hölgy egy kissé bogaras (1938)
- Cifra nyomorúság (1938)
- Süt a nap (1938)
- Menschen vom Varieté (A varieté csillagai) (1938) Német-magyar film
- Nehéz apának lenni (1938)
- Magdát kicsapják (1938)
- Szegény gazdagok (1938)
- Uz Bence (1938)
- Borcsa Amerikában (1938)
- Fekete gyémántok (1938)
- Elcserélt ember (1938)
- Mátyás rendet csinál (1939)
- A szerelem nem szégyen (1940)
- Hétszilvafa (1940)
- Balkezes angyal (1940)
- Pénz beszél (1940)
- Hazajáró lélek (1940)
- Igen vagy nem? (1940)
- Kádár kontra Kerekes (1941)
- Lesz, ami lesz (1941)
- Édes ellenfél (1941)
- Ma, tegnap, holnap (1941)
- Egy tál lencse (1941)
- Európa nem válaszol (1941)
- Három csengő (1941)
- Havasi napsütés (1941)
- Végre! (1941)
- Négylovas hintó (1942)
- Egy bolond százat csinál (1942)
- Pista tekintetes úr (1942)
- Negyedíziglen (1942)
- Katyi (1942)
- Szép csillag (1942)
- Fráter Loránd (1942)
- Egy szoknya, egy nadrág (1943)
- A 28-as (1943)
- Anyámasszony katonája (1943)
- Jómadár (1943)
- Családunk szégyene (1943)
- Sári bíró (1943)